# Hubal
Hubal (arabisch هبل, DMG Hubal) war beim arabischen Stamm Quraisch, dem herrschenden Stamm von Mekka, eine wichtige astrale Gottheit, deren aus rotem Karneol gefertigtes Standbild in der Kaaba stand. Manche Wissenschafter sind der Ansicht, dass Hubal als Mondgott fungiert habe und auch als Allah bezeichnet wurde.
Der Chuzāʿite ʿAmr ibn Luhaiy hat die Statue Berichten zufolge von einer seiner vielen Reisen mit nach Mekka gebracht. ʿAmr ibn Luhaiy habe in einer Quelle gebadet und sei danach von einer schweren Krankheit geheilt gewesen. Deshalb nahm er das Abbild Hubals mit nach Mekka. Der genaue Ort, von dem es stammt, ist nicht bekannt. Es gibt jedoch zwei Theorien: entweder Hīt im heutigen Irak oder Maʾāb in Jordanien. An seinem Ursprungsort war Hubal einer von mehreren Herren (arbāb), die dort verehrt wurden. Hubal wurde später „vermenschlicht“ und mit einem verkürzten rechten Arm dargestellt. Er war außerdem für seine Orakel berühmt. Bei wichtigen Anlässen wurden seine sieben Lospfeilorakel befragt. Darüber hinaus ging ein Mekkaner nach der Rückkehr von einer Reise zuerst zu Hubal, um ihm ein Opfer darzubringen.
Die islamische Geschichtsschreibung stellt den reichen ʿAmr ibn Luhaiy, der Hubal nach Mekka gebracht hatte, als denjenigen dar, unter dem der Kult um die Kaaba entartet ist. Tilman Nagel vermutet, dass die Quraisch schon vor Muhammads Auftreten als Prophet diese Auffassung vertraten.
Nachdem Muhammad geboren war, ging laut Ibn Ishāq sein Großvater ʿAbd al-Muttalib ibn Hāschim mit dem Säugling in die Kaaba, um ihn dem Gott Hubal darzubieten. Andere islamische Quellen sprechen jedoch davon, dass ʿAbd al-Muttalib das Neugeborene Allāh widmete. Dem Hanīfen Zaid ibn ʿAmr, einem Zeitgenossen Muhammads, der wegen seiner Ansichten aus Mekka verjagt worden war, wird ein Gedicht zugeschrieben, in welchem er die unter anderem die Verehrung Hubals behandelt:

„al-Lāt und al-ʿUzzā setze ich beide ab; so handelt der Starke, Ausharrende! Weder al-ʿUzzā verehre ich noch deren zwei Töchter; die beiden Idole der Banū ʾAmr suche ich nicht auf, auch Hubal nicht, der uns seit Urzeiten ein Herr war - meine kluge Vorsicht ist zu gering (als daß ich mich von mei- nem Eingottglauben abbringen lassen dürfte)! Stattdessen staune ich: Wie viele Dinge bringen einen in den Nächten zum Staunen und an den Tagen, Dinge, die der Scharfblickende erkennt! (Er sieht), daß Allah viele Männer vernichtete, die sich auf Untaten verlegt hatten; daß er andere am Leben ließ um der Frömmigkeit einiger Leute willen, so da  das Kind der Frevler heranwuchs - und während man sich (über Allahs mögliche Rache) beruhigt hatte, kehrte dieser eines Tages zurück, wie der vom Regen benetzte Zweig unvermittelt ergrünt. Ich aber verehre den Barmherzigen, meinen Herrn, damit der Vergebende meine Verfehlungen verzeihe. Darum bewahrt euch die Furcht vor Allah, eurem Herrn! Solange ihr sie euch bewahrt, geht ihr nicht zugrunde. Du siehst, die Bleibe der Frommen sind die Gärten; auf die Undankbaren (arab.: Pl. al-kuffār) aber warten die Hitze des Höllenfeuers und eine Entehrung im (diesseitigen) Leben, und wenn sie sterben, dann begegnet ihnen, was die Herzen beklommen macht.“

Muhammad weihte nach der Eroberung Mekkas die Kaaba allein Allāh und entfernte die Standbilder aus dem Heiligtum.